# Type Lemasson
Pour les articles homonymes, voir Lemasson.
Les timbres-poste au type Lemasson sont une série de timbres des Établissements français de l'Océanie (actuelle Polynésie française). Mis en vente pour la première fois en 1913, les trois motifs de ces timbres ont servi jusqu'à la fin des années 1920. Ils ont remplacé les type Groupe en usage dans les colonies françaises imprimés avec le nom de la colonie d'utilisation.
Ils ont été imprimés en typographie et en deux couleurs à l'Atelier du timbre à Paris, d'après trois photographies du chef du service des postes de Papeete, Henri Lemasson. Celui-ci avait émis l'idée de ce projet d'émission en 1900, pendant sa première affectation à Tahiti ; l'émission eut lieu pendant sa deuxième affectation.

## Les trois types
- « Tahitienne » ou « Tête de vahiné » représente le portrait de Noho Mercier, habitant Vairo et morte de la grippe espagnole en 1918.
- « Tahitiens » est une scène où deux hommes pèlent des urus, le fruit de l'arbre à pain.
- « Vallée de Fataoua » est une scène paysagère avec, au fond, le Diadème, sommet de l'île de Tahiti.

## Surcharges
À plusieurs reprises, les timbres émis ont été surchargés de nouvelles valeurs faciales.

### «Immigration Pécule»
Outre l'affranchissement du courrier, ces timbres ont servi surchargé de la mention Immigration Pécule et une somme de 10, 20, 30 ou 60 francs. Ils étaient collés dans les carnets d'épargne des ouvriers asiatiques qui travaillaient dans les plantations, ou les mines de phosphate (île de Makatea). Le gouvernement français souhaitait que ces ouvriers conservent ainsi assez d'argent pour le voyage de retour vers leurs pays.

## Postérité
L'émission d'après les photographies de Henri Lemasson ont donné le ton aux émissions des Établissements de l'Océanie, puis de l'administration postale de Polynésie française. Les timbres franco-polynésiens ont donc été souvent illustré par des paysages, des scènes montrant des habitants des îles dans leurs travaux traditionnels.
Le motif  « Tête de vahiné » a servi pour la Journée du timbre de Polynésie française de 1996, émission en hommage à Henri Lemasson.

## Sources
- « Les timbres de Polynésie au type Lemasson », article paru dans Timbres magazine, mai 2000.